# Опёнок толстоногий
Опёнок толстоно́гий (лат. Armillaria lutea) — вид грибов, включённый в род опёнок (Armillaria) семейства физалакриевые (Physalacriaceae).

## Описание
Шляпка достигает 2,5—10 см в диаметре, сначала ширококоническая, с подвёрнутым краем, затем уплощённая с опущенным краем. Окраска молодых шляпок тёмно-коричневая, бледно-коричневая или розоватая, по краю иногда беловатая, затем желтовато-бурая или коричневая. Чешуйки в центре шляпки многочисленные, почти конические, волокнистые, серовато-коричневые, ближе к краю — одиночные, приподнятые или лежачие, беловатые или одного цвета со шляпкой. В центре чешуйки обычно сохраняются и у взрослых грибов.
Пластинки довольно частые, нисходящие на ножку, у молодых грибов беловатые, затем приобретающие буроватый оттенок.
Ножка обычно цилиндрическая, с булавовидным или луковицевидным утолщением в основании, над кольцом беловатая, ниже — буроватая или бурая, в основании часто сероватая, ниже кольца с разбросанными желтоватыми остатками покрывала. Кольцо волокнистое или плёнчатое, белое, по краю часто с буроватыми чешуйками, разрывающееся звездообразно.
Мякоть беловатая, со слабым или неприятным сырным запахом и вяжущим вкусом.
Споровый порошок белого цвета. Споры 7,5—12×5—6,5 мкм, эллиптическо-миндалевидные и эллиптические. Базидии четырёхспоровые, 32—45×7,5—9 мкм. Хейлоцистиды обычно правильной формы, булавовидные, цилиндрические или веретеновидные. Кутикула шляпки — кутис.

## Сходные виды
- Armillaria cepistipes Velen., 1920 — Опёнок луковичноногий, или серый очень похож на опёнок толстоногий, отличается неправильно (а не звездообразно) разрывающимся кольцом на ножке, слабо выраженными остатками покрывала на ножке (у A. lutea — опушённо-волокнистые, сохраняющиеся), довольно быстро исчезающими чешуйками в центре шляпки (у толстоногого они обычно смываются лишь ближе к краю) и приятным грибным (а не сырным) запахом. Известны синевато-серые цветовые формы опёнка серого, у толстоногого такой окраски не бывает.

## Экология
Опёнок толстоногий — чаще всего сапрофит, произрастающий на прелой листве или гниющих пнях, реже — паразит умирающих деревьев. Иногда произрастает вместе с Armillaria cepistipes, A. solidipes и A. borealis.
Предпочитает древесину бука и ели, реже встречается на пихте и ясене или других деревьях. A. cepistipes очень редок на хвойной древесине.

## Ареал
Северная Евразия, Северная Америка. В Южную Африку завезён.

## Таксономия

### Синонимы
- Armillaria bulbosa (Barla) Kile & Watling, 1983
- Armillaria gallica Marxm., 1987
- Armillaria inflata Velen., 1920
- Armillaria mellea var. bulbosa Barla, 1887
- Armillariella bulbosa (Barla) Romagn., 1973